# Vláda Juliana Nowaka
Vláda Juliana Nowaka byla devátou vládou Druhé Polské republiky pod vedením Juliana Nowaka. Kabinet byl jmenován 31. července 1922 šéfem státu Józefem Piłsudským po demisi předchozí Śliwińského vlády. Vláda podala demisi 14. prosince 1922, kterou přijal nově zvolený prezident Gabriel Narutowicz.

## Složení vlády
| Portfej                                    | Ministr / člen vlády              | Strana    | Nástup do úřadu   | Odchod z úřadu    |
| ------------------------------------------ | --------------------------------- | --------- | ----------------- | ----------------- |
| Předseda vlády                             | Julian Nowak                      | SPN       | 31. července 1922 | 14. prosince 1922 |
| Ministr železnic                           | Ludwik Zagórny-Marynowski         | nestraník | 31. července 1922 | 14. prosince 1922 |
| Ministr pošt a telegrafů                   | Jan Moszczyński (úřadující)       | nestraník | 31. července 1922 | 14. prosince 1922 |
| Ministr práce a sociální péče              | Ludwik Darowski                   | nestraník | 31. července 1922 | 14. prosince 1922 |
| Ministr průmyslu a obchodu                 | Henryk Strasburger (úřadující)    | nestraník | 31. července 1922 | 14. prosince 1922 |
| Ministr veřejných prací                    | Mieczysław Rybczyński (úřadující) | nestraník | 31. července 1922 | 30. září 1922     |
| Ministr veřejných prací                    | Jan Łopuszański                   | nestraník | 30. září 1922     | 14. prosince 1922 |
| Ministr zemědělství                        | Józef Raczyński (úřadující)       | nestraník | 31. července 1922 | 14. prosince 1922 |
| Ministr státního pokladu                   | Zygmunt Jastrzębski               | nestraník | 31. července 1922 | 14. prosince 1922 |
| Ministr vnitra                             | Antoni Kamieński                  | PPS       | 31. července 1922 | 11. prosince 1922 |
| Ministr vnitra                             | Ludwik Darowski (úřadující)       | PPS       | 11. prosince 1922 | 14. prosince 1922 |
| Ministr vojenství                          | Kazimierz Sosnkowski              | nestraník | 31. července 1922 | 14. prosince 1922 |
| Ministr zahraničí                          | Gabriel Narutowicz                | nestraník | 31. července 1922 | 9. prosince 1922  |
| Ministr spravedlnosti                      | Wacław Makowski                   | nestraník | 31. července 1922 | 14. prosince 1922 |
| Ministr náboženství a veřejného vzdělávání | Julian Nowak                      | SPN       | 31. července 1922 | 21. srpna 1922    |
| Ministr náboženství a veřejného vzdělávání | Kazimierz Władysław Kumaniecki    | nestraník | 31. července 1922 | 14. prosince 1922 |
| Ministr veřejného zdraví                   | Witold Chodźko                    | nestraník | 31. července 1922 | 14. prosince 1922 |